# Fondmetal
Fondmetal è stata una scuderia italiana, fondata da Gabriele Rumi, che corse in Formula 1 nelle stagioni 1991 e 1992.

## Storia

### L'entrata come sponsor
Già negli anni ottanta Fondmetal entrò come sponsor nel mondo della F1, facendo comparire, nel 1985 sulle vetture Osella le proprie scritte. Nel 1989, la scuderia italiana si trovava in difficoltà: a fine stagione fu annunciata l’acquisizione di una quota di maggioranza da parte di Fondmetal, e l'anno successivo il team corse con il nome Fondmetal Osella.

### Il passaggio a scuderia

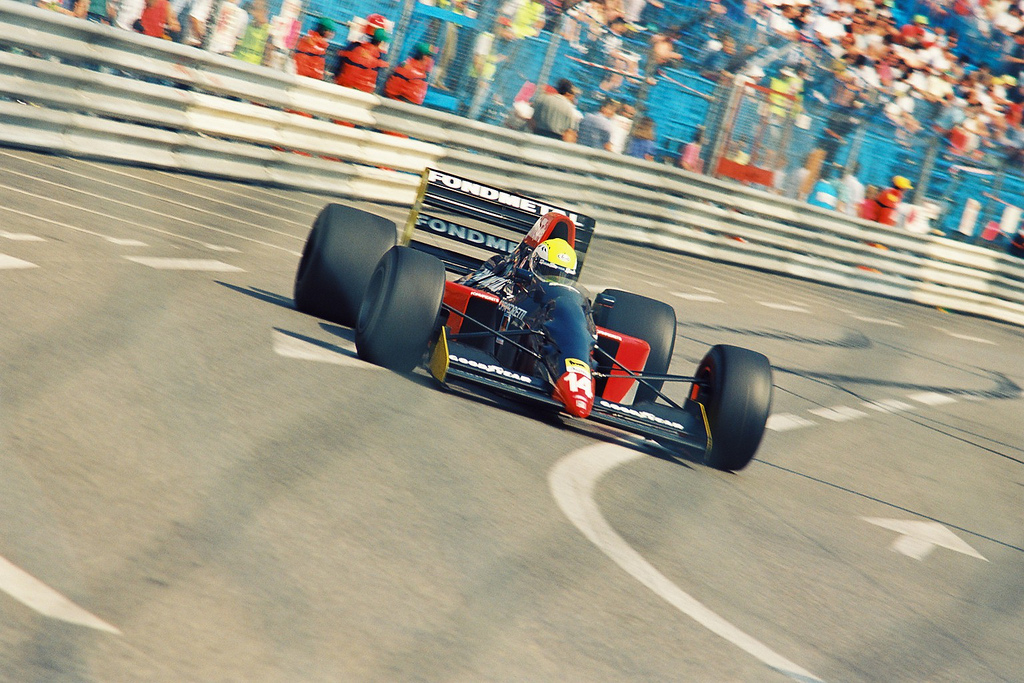
La Fondmetal GR01 di Andrea Chiesa nelle prove del Gran Premio di Monaco 1992.

#### 1991
Rilevate le strutture Osella nel 1991, la Fondmetal comparve come team ufficiale. Fu ingaggiato come pilota Olivier Grouillard, il quale però, nelle prime cinque gare, non riuscì mai a qualificarsi. Solo al sesto appuntamento mondiale e con una nuova vettura, la Fomet 1, riuscì a schierarsi in griglia, ma senza ottenere punti. Al Gran Premio del Belgio, il team riuscì a concludere una gara per la prima volta, con un decimo posto. Dopo il Gran Premio del Portogallo Grouillard venne sostituito dall'italiano Gabriele Tarquini, che nelle ultime tre gare non andò mai oltre un undicesimo posto.

#### 1992
La stagione 1992 fu simile alla precedente. Venne confermato Tarquini e fece il suo debutto Andrea Chiesa, sostituito poi da Eric van de Poele a partire dal Gran Premio d'Ungheria. Nonostante una maggiore velocità della vettura, aggiornata e ridenominata GR01, questa fu eccessivamente fragile e spesso entrambi i piloti furono costretti al ritiro. A fine anno, quindi la Fondmetal uscì dalla Formula 1, tornandovi solo in modesta misura come sponsor nel '95 e nel '96. Gabriele Rumi nel 1993 decide di rilevare la maggioranza del team Minardi, garantendone la sopravvivenza sino al 2001 quando i suoi eredi la cederanno a Paul Stoddart.

### La breve parentesi come motorista
Nel 2000 il marchio "Fondmetal" ribattezzò il motore Ford Zetec della Minardi, anche se i risultati non furono brillanti. Nella stagione successiva lo stesso motore cambiò denominazione in "European".

## Anni successivi
La Fondmetal è diventata un gruppo industriale che comprende:
- l'originaria azienda con più di 30 anni di esperienza su progettazione e produzione di ruote in lega di alluminio per autovetture, apprezzate e conosciute in tutto il mondo;
- la FondTech, fondata nel 1993 che effettua ricerche aerodinamiche per l'industria automobilistica;
- la Aerolab, nata nel 2003 come joint venture tra FondTech e Dallara Automobili, è dal 2009 proprietà di FondTech ed effettua ricerche aerodinamiche principalmente per aziende impegnate nelle competizioni automobilistiche.

## Risultati in Formula 1
| Anno | Vettura        | Motore            | Gomme | Piloti     |     |     |     |     |     |     |     |     |     |    |    |     |     |    |    |     | Punti | Pos. |
| ---- | -------------- | ----------------- | ----- | ---------- | --- | --- | --- | --- | --- | --- | --- | --- | --- | -- | -- | --- | --- | -- | -- | --- | ----- | ---- |
| 1991 | FA1M-E Fomet 1 | Ford Cosworth DFR | G     | Grouillard | NPQ | NPQ | NPQ | NPQ | NPQ | Rit | Rit | NPQ | NPQ | NQ | 10 | Rit | NPQ |    |    |     | 0     | 16º  |
| 1991 | FA1M-E Fomet 1 | Ford Cosworth DFR | G     | Tarquini   |     |     |     |     |     |     |     |     |     |    |    |     |     | 12 | 11 | NPQ | 0     | 16º  |

| Anno | Vettura   | Motore  | Gomme | Piloti       |     |     |     |     |     |     |     |     |    |     |     |     |     |  |  |  | Punti | Pos. |
| ---- | --------- | ------- | ----- | ------------ | --- | --- | --- | --- | --- | --- | --- | --- | -- | --- | --- | --- | --- |  |  |  | ----- | ---- |
| 1992 | GR01 GR02 | Ford HB | G     | Tarquini     | Rit | Rit | Rit | Rit | Rit | Rit | Rit | Rit | 14 | Rit | Rit | Rit | Rit |  |  |  | 0     | 14º  |
| 1992 | GR01 GR02 | Ford HB | G     | Chiesa       | NQ  | Rit | NQ  | Rit | NQ  | NQ  | NQ  | Rit | NQ | NQ  |     |     |     |  |  |  | 0     | 14º  |
| 1992 | GR01 GR02 | Ford HB | G     | van de Poele |     |     |     |     |     |     |     |     |    |     | Rit | 10  | Rit |  |  |  | 0     | 14º  |

| Legenda | 1º posto     | 2º posto | 3º posto    | A punti         | Senza punti/Non class.  | Grassetto – Pole position Corsivo – Giro più veloce |
| Legenda | Squalificato | Ritirato | Non partito | Non qualificato | Solo prove/Terzo pilota | Grassetto – Pole position Corsivo – Giro più veloce |